# Erlöserinsel (Sankt Petersburg)
Die Erlöserinsel (russisch Спасский остров Spasski ostrow, wiss. Transliteration Spasskij ostrov) ist eine bewohnte Flussinsel in der russischen Stadt Sankt Petersburg. Die Insel ist auf die beiden Stadtbezirke Admiralteiski und Zentralny aufgeteilt. Sie wird im Norden durch den Fluss Moika und den Gribojedow-Kanal, im Süden und Osten durch den Fluss Fontanka sowie im Westen durch den Krjukowkanal umflossen.
Auf der Insel befinden sich einige wichtige Sehenswürdigkeiten des historischen Stadtkerns von Sankt Petersburg, wie beispielsweise das Russische Museum, die Auferstehungskirche, das Michailowski-Theater, die Michaelsburg, die Russische Nationalbibliothek, das Alexandrinski-Theater, die römisch-katholische St.-Katharina-Kirche, das Warenhaus Gostiny Dwor und der Jussupow-Palast.
Sie ist durch die 1. Ingenieurbrücke mit der künstlichen Sommergarteninsel verbunden. Die 1. Gartenbrücke und 2. Gartenbrücke verbinden die Insel mit der 1. Admiralitätsinsel. Insgesamt führen über den Gribojew-Kanal 15 Brücken auf die Kasaninsel, zwei Brücken führen auf die Mariä-Schutz-Insel und neun Brücken über die Fontanka.

## Entstehungsgeschichte
Das historische Zentrum von Sankt Petersburg liegt zwischen den Flüssen Newa und Fontanka. In diesem Gebiet lagen vor der Stadtgründung im Jahr 1703 ursprünglich zwei Inseln. Die Insel zwischen Newa und Moika ist auf schwedischen Karten von 1676 und 1682 mit dem Namen Usadisa (auch finnisch: Usadissa-saari) bezeichnet. Die Insel zwischen der Moika und der Fontanka nannten die Schweden Peryka-Saari (dt. Perkay-Insel).
Die künstliche Insel entstand im 18. Jahrhundert, als die ursprüngliche Peryka-Insel durch den Bau des Gribojedow-Kanals und des Krjukowkanals in die drei Inseln Kolomnainsel, Kasaninsel und Erlöserinsel aufgeteilt wurde.
Auf der Insel steht die Erlöser-Kirche auf dem Blut. Gleichwohl stammt der Inselname von einer anderen Erlöser-Kirche, der „Kirche des Erlösers auf Sennaja“ (russisch Церковь Спаса на Сенной Zerkow Spassa na Sennoi, wiss. Transliteration Cerkov' Spasa na Sennoj), die allerdings am 1. Februar 1961 gesprengt wurde. Seit 2009 existiert in der Nähe des ehemaligen Standorts der Kirche am Sennaja-Platz die Metrostation Sennaja Ploschtschad. Weitere Metrostationen auf der Insel sind Newski Prospekt, Spasskaja und Sadowaja.